# Ferdinand von Plettenberg (Erbmarschall)

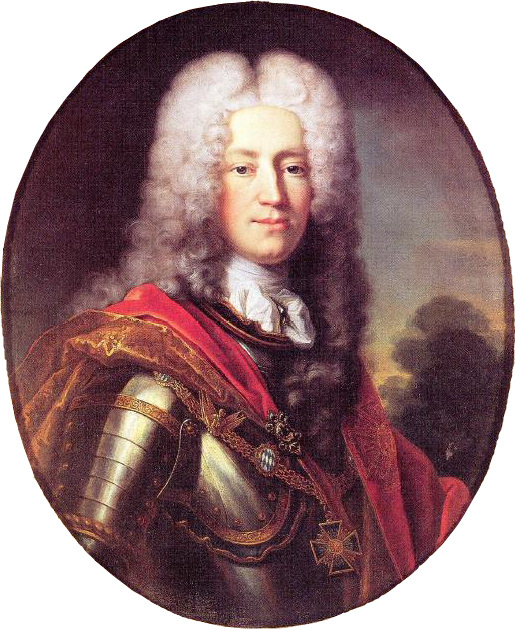
Ferdinand von Plettenberg um 1721/22, Ölgemälde von Joseph Vivien

Freiherr Ferdinand Wilhelm Adolf Franz von Plettenberg, später Graf von Plettenberg und Wittem, meist auch kurz Ferdinand von Plettenberg genannt, (* 25. Juli 1690 in Paderborn; † 18. März 1737 in Wien) war Kurkölnischer Premierminister, Obristkämmerer und Erbmarschall des Kurfürsten Clemens August von Bayern und wichtiger Unterstützer von Maria Theresia bei der Thronfolge um die Habsburgischen Erblande.

## Leben
Ferdinand stammte aus dem Adelsgeschlecht Plettenberg und war ein Sohn des kurkölnischen Kämmerers und Geheimrats Johann Adolph von Plettenberg und der Franziska Theresia Freiin Wolff-Metternich zur Gracht.

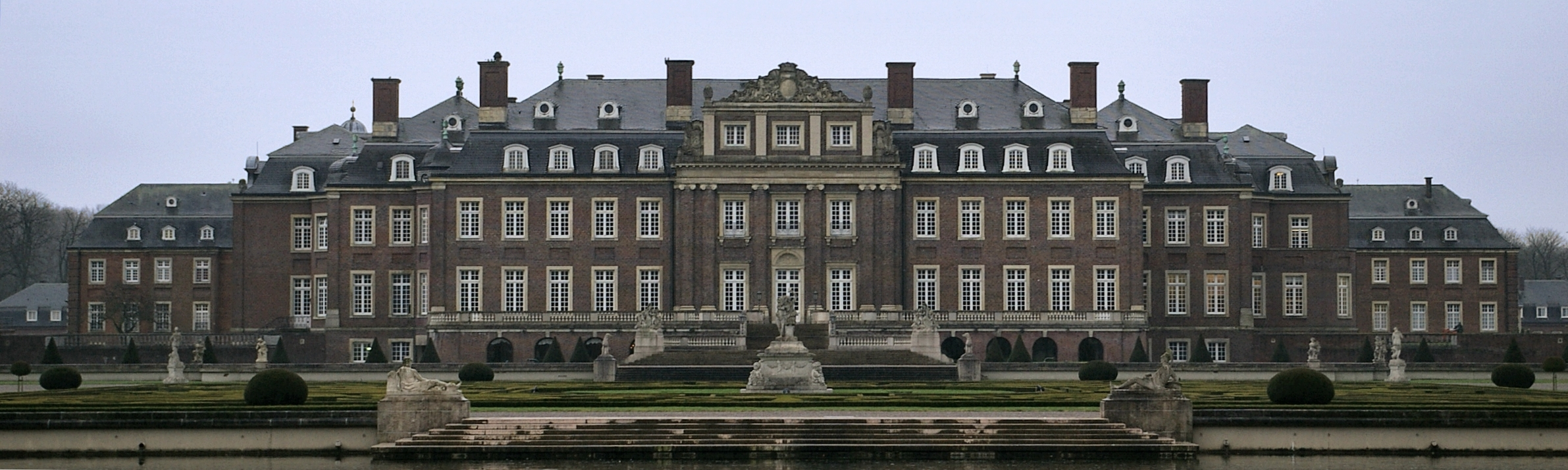
Schloss Nordkirchen

Als Neffe des Fürstbischofs von Münster, Friedrich Christian von Plettenberg, wurde er 1711, nach dem Tod seines Onkels, Vaters und Bruders, der Alleinbesitzer des gesamten Privatbesitzes Nordkirchen. Er ließ Schloss Nordkirchen weiterbauen und vollenden: 1715 wurde eine neue Kirche errichtet, 1722 die Nepomuk-Kapelle, 1727 Orangerie, die Fasanerie und die Küsterei. 1730 folgte der Umbau des Armenhauses zu einem großen Hospital. 1734 wurde der Bau im Großen und Ganzen abgeschlossen.
1719 wurde er kurkölnischer und kurbayerischer Geheimer Rat und trat damit in den Dienst von Kurfürst Max Emanuel von Bayern und dessen Bruder, dem Kölner Kurfürst-Erzbischof Joseph Clemens. Er half dem bayerischen Kurfürsten dabei, für seinen Sohn Clemens August die Bischofsstühle von Münster und Paderborn zu erlangen. Plettenberg war als Landrat des Hochstifts Münster der Vorsitzende der münsterschen Landstände. 1721 wurde er in den Ritterorden von Heiligen Michael aufgenommen.
Als Clemens August 1722 von seinem Onkel zum Koadjutor des Erzbistums Köln mit dem Anrecht der Nachfolge angenommen wurde, kümmerte sich Plettenberg um die Zustimmung der Domherren bei der künftigen Wahl und überwand dabei die Widerstände des Kölner Dompropsts (und Primas von Ungarn) Kardinal Christian August von Sachsen-Zeitz. Ferner holte er die kaiserliche und päpstliche Zustimmung zu der Ämterkumulation ein. Bereits im folgenden Jahr, nach dem Tod Joseph Clemens’, fand die Wahl statt.

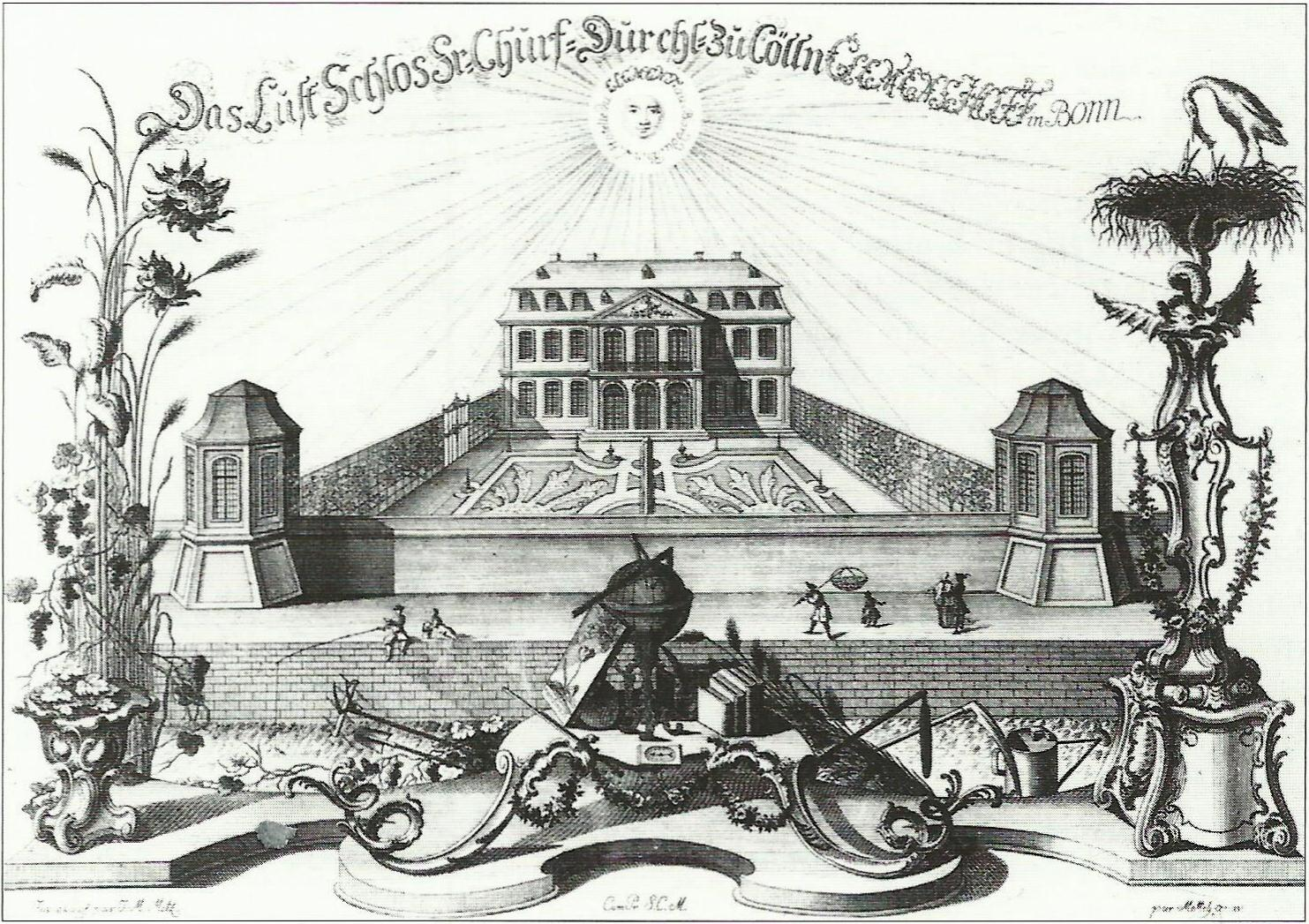
Clemenshof, als Plettenberger Hof Wohnsitz des Premierministers in der Residenzstadt Bonn

1723 ernannte der neue Kurfürst Plettenberg zum Premierminister in Bonn für das Kurfürstentum Köln und die Fürstbistümer Münster, Paderborn, Osnabrück und Hildesheim und überließ ihm weitgehend deren Regentschaft. In Bonn bezog Plettenberg den bisherigen Hof zum Sack und ließ den nunmehr Plettenberger Hof genannten Adelssitz weiter ausbauen und prächtig ausstatten.
Am 8. September 1724 wurde er von Kaiser Karl VI. als Graf von Plettenberg und Wittem in den Reichsgrafenstand erhoben. Durch die bereits 1722 gekauften Herrschaften Eys und Wittem in der heutigen niederländischen Provinz Limburg erlangte er 1732 die Reichsstandschaft mit Sitz und Stimme im Kollegium der westfälischen Reichsgrafen.
Plettenberg erwies sich nicht wie erhofft als ein bloßes Werkzeug in der Hand des Münchener Hofes, sondern betrieb eine durchaus eigenständige Politik. Er stand zwar zeitweise mit Bayern, Frankreich und England gegen die Habsburger, knüpfte aber insgeheim Verbindungen nach Wien an. Auf seinen Einfluss ist der Übergang von Clemens August ins kaiserliche Lager zurückzuführen. Der Hof in München und französische Gesandte versuchten vergeblich, den Kurfürsten von Plettenberg zu trennen.

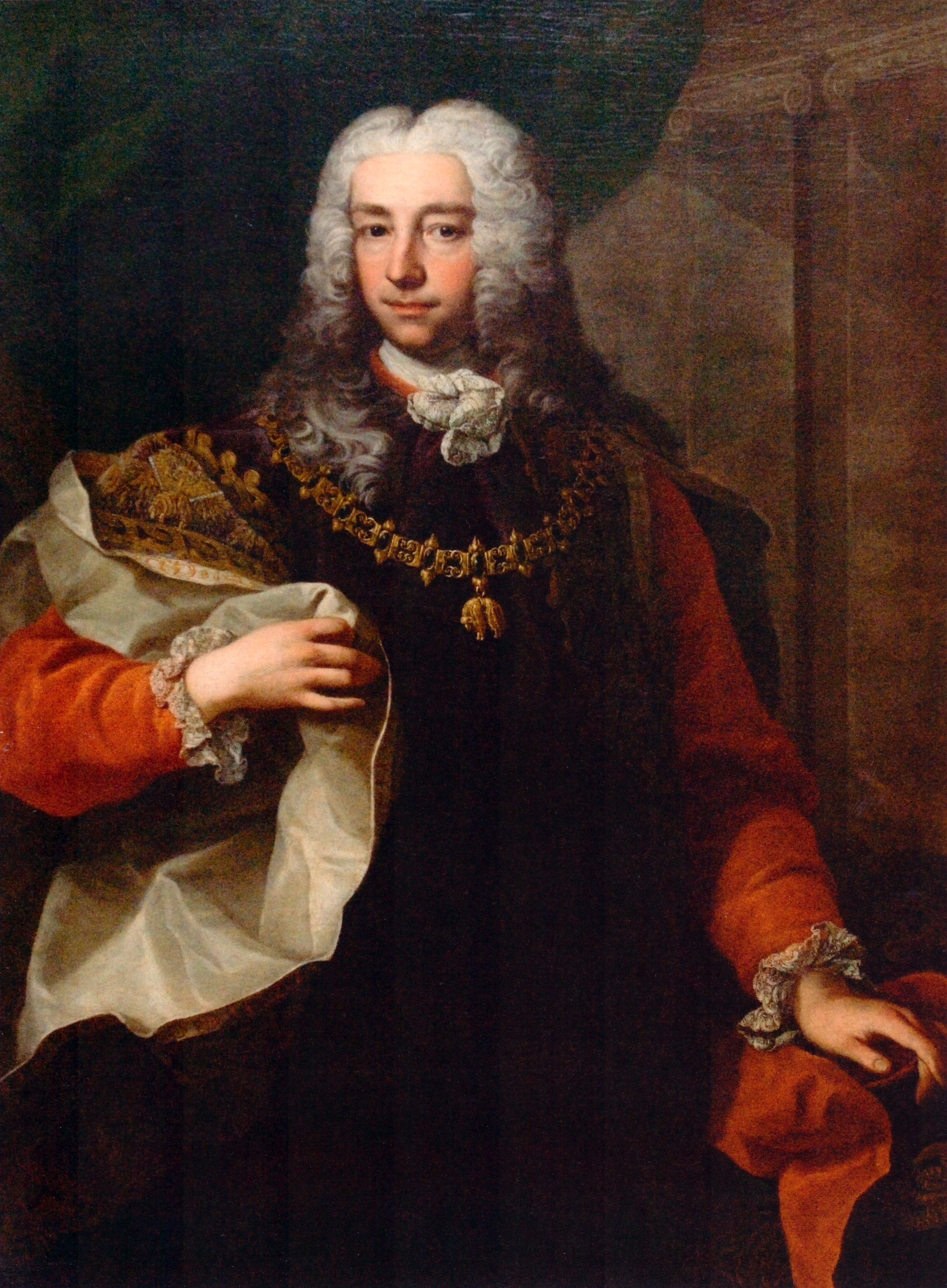
Porträt von Martin van Meytens 1734/36

1733 fiel Plettenberg einer Hofintrige zum Opfer. Als 1733 sein Verwandter Friedrich Christian von Beverförde zu Werries den kurfürstlichen Günstling Johann Baptist von Roll zu Bernau in einem Duell getötet hatte, vermutete der tief getroffene Clemens August eine geplante Tat und entließ auch Plettenberg unehrenhaft. Dieser flüchtete nach Wien. An die Stelle einer berechenbaren Politik trat nun der Einfluss verschiedener Vertrauter auf Clemens August, so dass es insbesondere in der Außenpolitik immer wieder zu Kurswechseln kam. Der Kurfürst wollte die Macht nicht mehr einer Person allein anvertrauen und schuf stattdessen eine Ratskonferenz. Da in ihr aber niemand die Fähigkeiten Plettenbergs besaß, spielte der Rat nur eine untergeordnete Rolle; auch nachfolgende Minister fielen früher oder später in Ungnade. Clemens August verfolgte nun, unterstützt von seinem Bruder, dem bayerischen Kurfürsten und späteren Kaiser Karl Albrecht, kurzzeitig eine enge Bindung an Frankreich. Im Polnischen Thronfolgekrieg stand das Reich gegen Frankreich; Plettenberg wurde kaiserlicher Kommissar für den Niederrhein. Er organisierte dort die Einquartierung von Soldaten im Kurfürstentum Köln und arbeitete so gegen seinen ehemaligen Herrn. Dieser löste die Bindung an Frankreich jedoch bald, um wieder näher an die Pragmatische Sanktion mit Maria Theresia als Thronfolgerin zu rücken, für die sich Plettenberg einsetzte. Er starb 1737 in Wien und wurde im dortigen Minoritenkloster beigesetzt.
Ein Schabkunstblatt von Johann Stenglin, gefertigt etwa 1734/35 in Augsburg nach einem Gemälde des Niederländers Martin van Meytens zeigt Plettenberg mit Allongeperücke im Ornat eines Ritters vom Goldenen Vlies, in den er 1732 aufgenommen wurde, und beschreibt ihn als „Illustrissimus et excellentissimus Dominus … Ferdinandus S.R.I. Comes de Plettenberg et Wittem ... Electoratus Coloniensis Camerarius Haereditarius, Principatus Monasteriensis Haereditarius Mareschallus ...“

## Familie, Ehe und Nachkommen

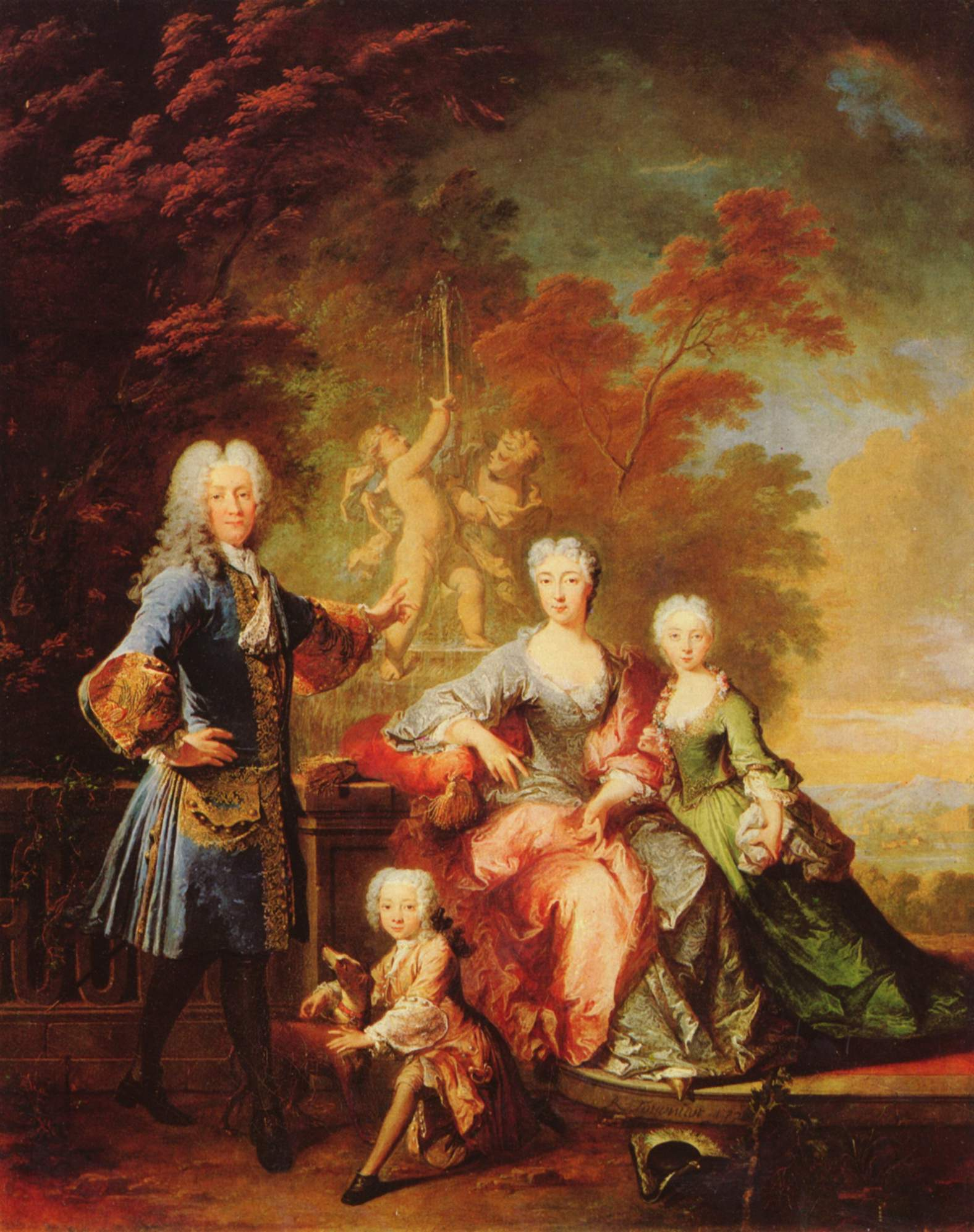
Bild mit Familie 1727, Ölgemälde von Robert Tournières

Ferdinands Vater war Johann Adolph von Plettenberg (1655–1696), Bruder des Fürstbischofs. Seine Mutter war Franziska Theresia von Wolff-Metternich zur Gracht.
Seine Geschwister waren:
- Anna Maria Magdalene (1679–1707, ⚭ 1699 Johannes Matthias von der Recke (1672–1739))
- Ursula (1685–1733, ⚭ Ernst Dietrich Anton von Droste zu Füchten)
- Werner Anton (1688–1711, Domherr in Münster)
- Friedrich Christian Ferdinand (* 1689, wirklicher Landrat)
- Friedrich Bernhard Wilhelm (1695–1730, Amtsdroste in Werl und Domherr in Paderborn)

Am 27. Dezember 1712 heiratete er in Münster Bernhardine Felizitas von Westerholt-Lembeck (1695–1757). Sie war die Tochter von Dietrich Conrad Adolph Freiherr von Westerholt zu Lembeck (1658–1702) und dessen Gattin Maria Anna Theodora Waldbott von Bassenheim zu Gudenau (1665–1742). Mit ihr hatte er drei Kinder:
- Franz Joseph Maria Graf von Plettenberg und Wittem (1714–1779), kaiserlicher Kämmerer und Geheimrat,
- Bernardina Maria Sophia Francisca (4. September 1718 Schloß Nordkirchen –1769), ⚭ Joseph Franz Bonaventura Kilian Graf von Schönborn-Wiesentheid (1708–1772), kurmainzischer Geheimrat, Vicedom von Aschaffenburg und
- Rosa Maria Mauritiana (* 15. September 1720, Schloß Nordkirchen).

Ferdinand erbte von seinem älteren Bruder Werner Anton nach dessen Tode im Jahre 1711 das gesamte Familienvermögen, das er zuvor von seinem Onkel, dem Fürstbischof Friedrich Christian als Erbe erhalten hatte. Darunter war auch das Schloss Nordkirchen, für dessen Neubau er  immense Summen aufbrachte. Auf diese Weise konnte er die anfallenden Rechnungen nur mit Not begleichen. Bei seinem Tod hinterließ er seiner Frau und seinen Kindern einen hochverschuldeten Besitz, den der Sohn Franz Joseph als Erbe übernahm.